# Rothe Erde (ThyssenKrupp)
Thyssenkrupp Rothe Erde (Eigenschreibweise thyssenkrupp rothe erde) ist ein Industriebetrieb im Unternehmensverbund Thyssenkrupp mit Hauptsitz in Dortmund. Das Unternehmen fertigt Großwälzlager, nahtlos gewalzte Ringe, Drahtwälzlager und Lenkkränze.

## Geschichte
1855 wurde nahe der Zeche Tremonia im Dortmunder Westen durch den Elberfelder Kaufmann und Bankier Heinrich Kamp die Paulinenhütte gegründet. Kamp hatte zuvor mit Friedrich Harkort in Wetter auf der dortigen Burg die Mechanischen Werkstätten Harkort & Co. zur Herstellung von Dampfmaschinen und Gasbeleuchtungsapparaten gegründet. Die Betriebsanlagen der Mechanischen Werkstätten wurden auf die Paulinenhütte verlegt. In der Paulinenhütte wurden vorwiegend Achsen, Räder, Beschlagteile und Waggons für die Eisenbahn gefertigt.
1861 erwarb der Aachener Industrielle Carl Ruëtz, der 1845 auf dem Aachener Landgut das Stahlwerk „Aachener Hütten-Aktien-Verein Rothe Erde“ gegründet hatte, die Paulinenhütte. Das Aachener Werk wurde nach Dortmund verlegt und die Paulinenhütte erhielt den Namen „Rothe Erde Dortmund“.
1916 wurde das Werk von der Deutsch-Luxemburgischen Bergwerks- und Hütten-AG übernommen, welche die Gesellschaft als Betriebsabteilung Rothe Erde der Dortmunder Union weiterbetrieb. 1926 wurde diese dann in die Vereinigte Stahlwerke überführt.
1934 erfolgte die Neugründung der Gesellschaft Eisenwerk Rothe Erde. 1935 begann die Expansion des Unternehmens. Das Eisenwerk Rothe Erde und der Dortmund-Hörder-Hüttenverein übernahmen die Lippstädter Eisen- und Metallwerke. Im Zweiten Weltkrieg wurde das Unternehmen, in dem auch Rüstungsgüter gefertigt wurden, durch Bombenangriffe stark zerstört.
Der Wiederaufbau begann 1949. Im Zuge der Neuordnung der Eisen- und Stahlindustrie nach dem Zweiten Weltkrieg fielen die Anteilsrechte der Gesellschaft auf die Dortmund-Hörder Hüttenunion.
1962 wurde in den USA die erste Fertigungsstätte im Ausland errichtet. In den nächsten Jahren folgten weitere Fertigungsstätten in Japan, England, Spanien, Italien und Brasilien. Nach der Integration des Unternehmens in den Hoesch-Konzern wurde 1967 auf dem Gelände der ehemaligen Paulinenhütte in Dortmund ein modernes Ringwalzwerk errichtet. Die Werke in Dortmund und Lippstadt zählten mit drei weiteren Werken in Hagen-Haspe, Hagen-Eckesey und Werdohl zu den fünf inländischen Produktionsstandorten der Betriebsführungsgesellschaft Hoesch Rothe Erde Schmiedag AG (HRS) im früheren Hoesch-Konzern. Der Verbund HRS war mit Produktionen in den USA (Bundesstaat Ohio), Brasilien (Bundesstaat Sao Paulo), Ostasien (China und Japan), Nordspanien (Aragonien), Großbritannien (County Durham) und Norditalien (Emilia-Romagna) global aufgestellt.
1992 fand die Übernahme der Hoesch AG durch den Krupp-Konzern sowie die anschließende Verschmelzung zur Fried. Krupp AG, Hoesch-Krupp statt. Die Hoesch Rothe Erde wird mit den Geschäftsfeldern Großwälzlager und nahtlos gewalzte Ringe in den Konzern eingegliedert.
Im Dezember 2006 wurde der Mitbewerber DRE/CON Großwälzlager GmbH in Eberswalde übernommen. Die Firmierung wurde zugleich in Rothe Erde GmbH geändert.
2021 wurde das Werk Eberswalde geschlossen.

## Heutige Situation

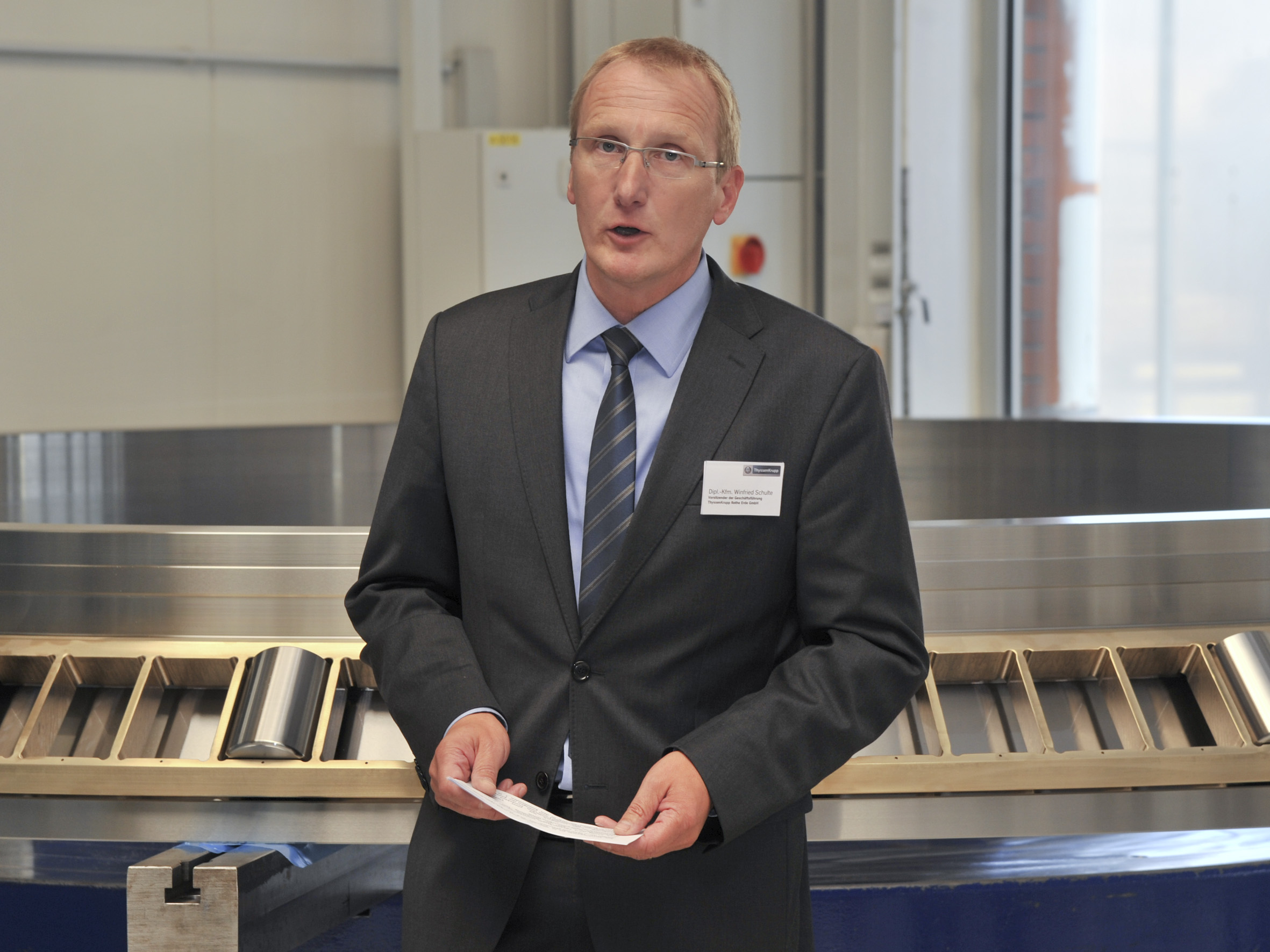
Winfried Schulte, seit 2013 Vorsitzender der Geschäftsführung

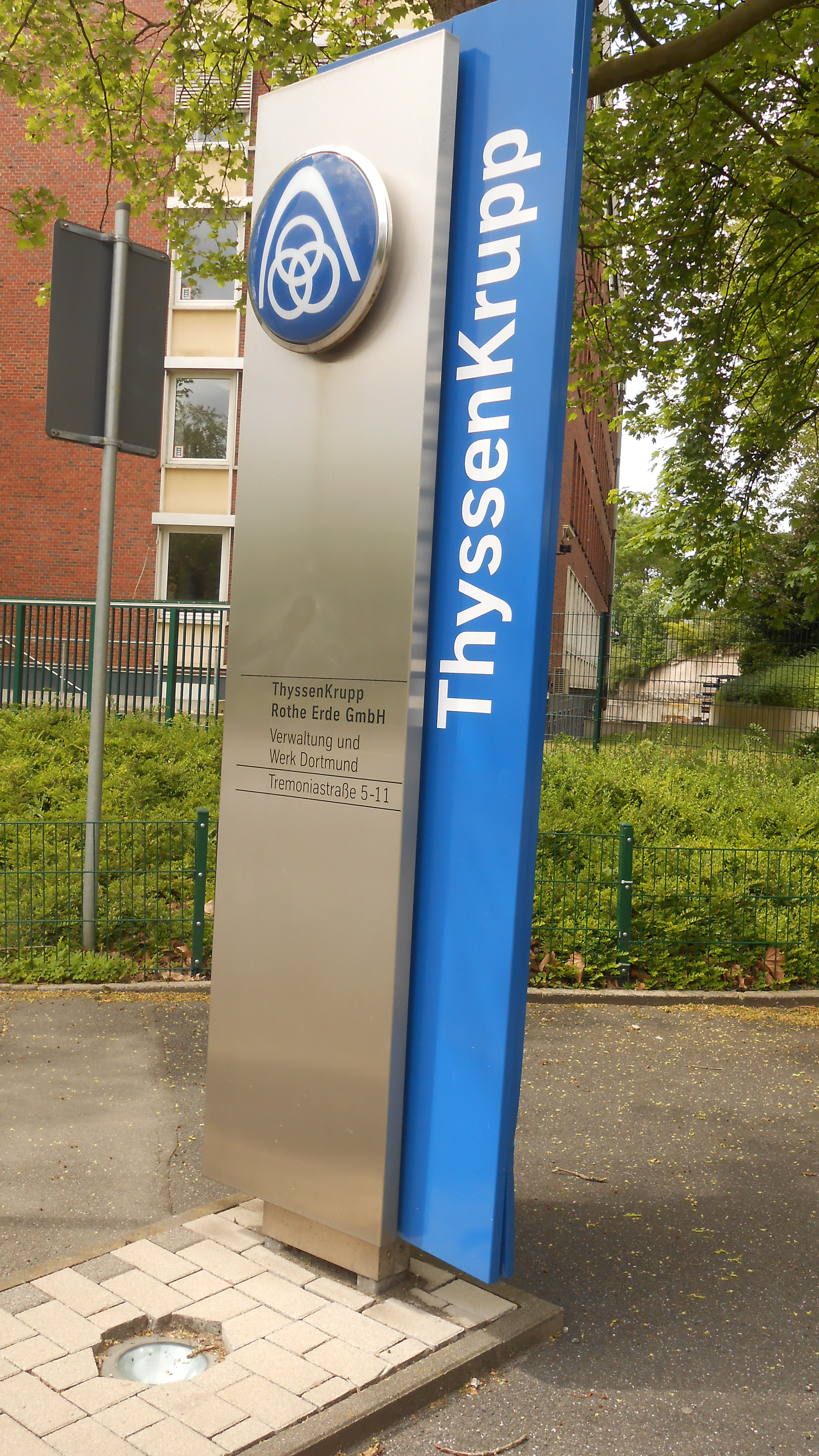
Rothe Erde in Dortmund

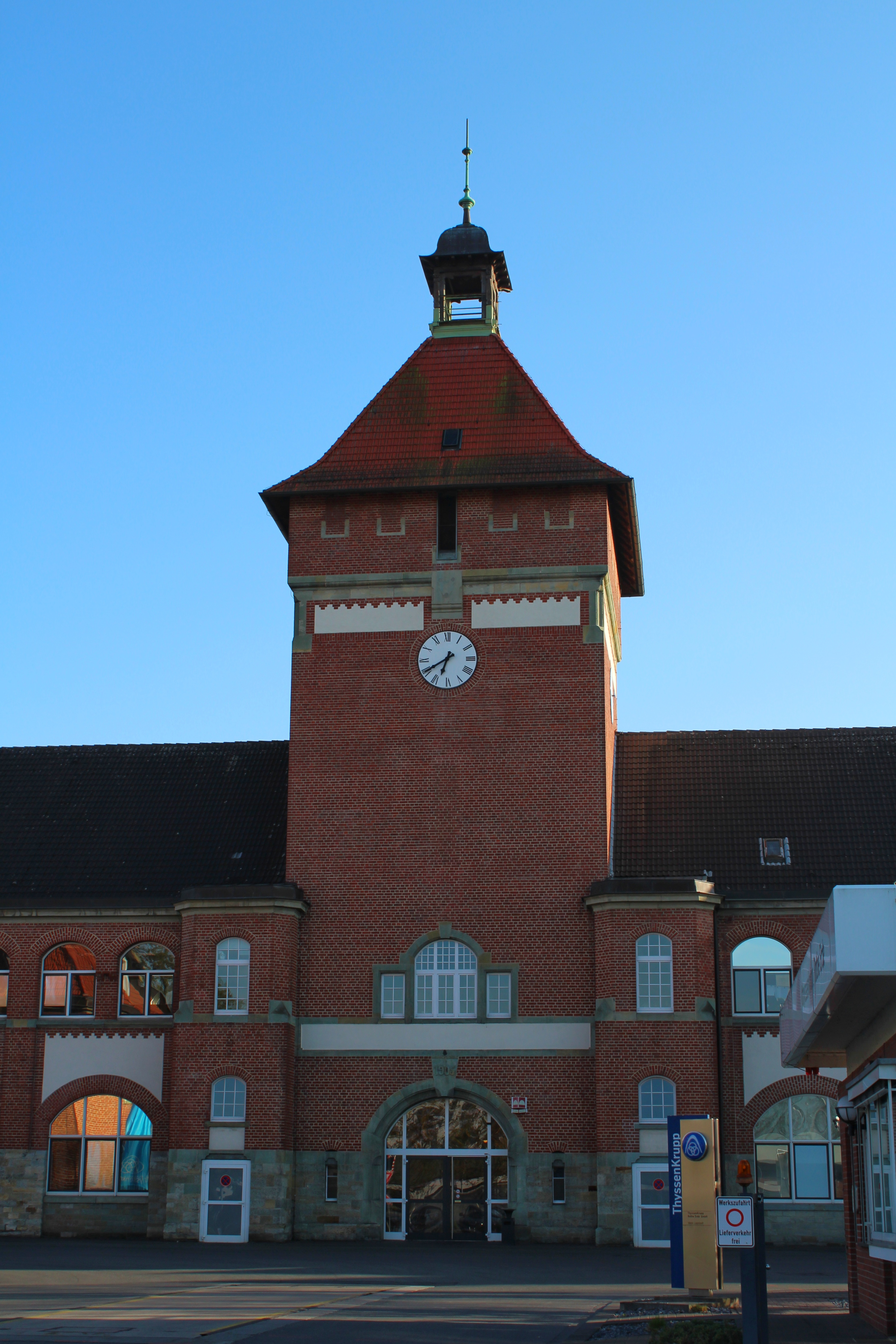
Rothe Erde in Lippstadt

Thyssenkrupp Rothe Erde verfügt über 15 Werke in 10 Ländern. Die deutschen Hauptwerke befinden sich in Dortmund und Lippstadt. Darüber hinaus fertigt das Unternehmen im europäischen Ausland, in China und Amerika.
Das Dortmunder Stammwerk wurde seit 2008 erweitert und ausgebaut. Auf dem unweit des Wohngebiets Althoffblock gelegenen Firmengelände wurden neue Produktionshallen errichtet.
Seit dem Markenrelaunch von Thyssenkrupp im Jahr 2015 treten alle Marken des Konzerns einheitlich unter der Dachmarke auf. Der Firmenname lautet offiziell Thyssenkrupp Rothe Erde.
Komponenten für Windenergieanlagen zählten 2021 zu den profitabelsten Geschäften des ganzen Konzerns.

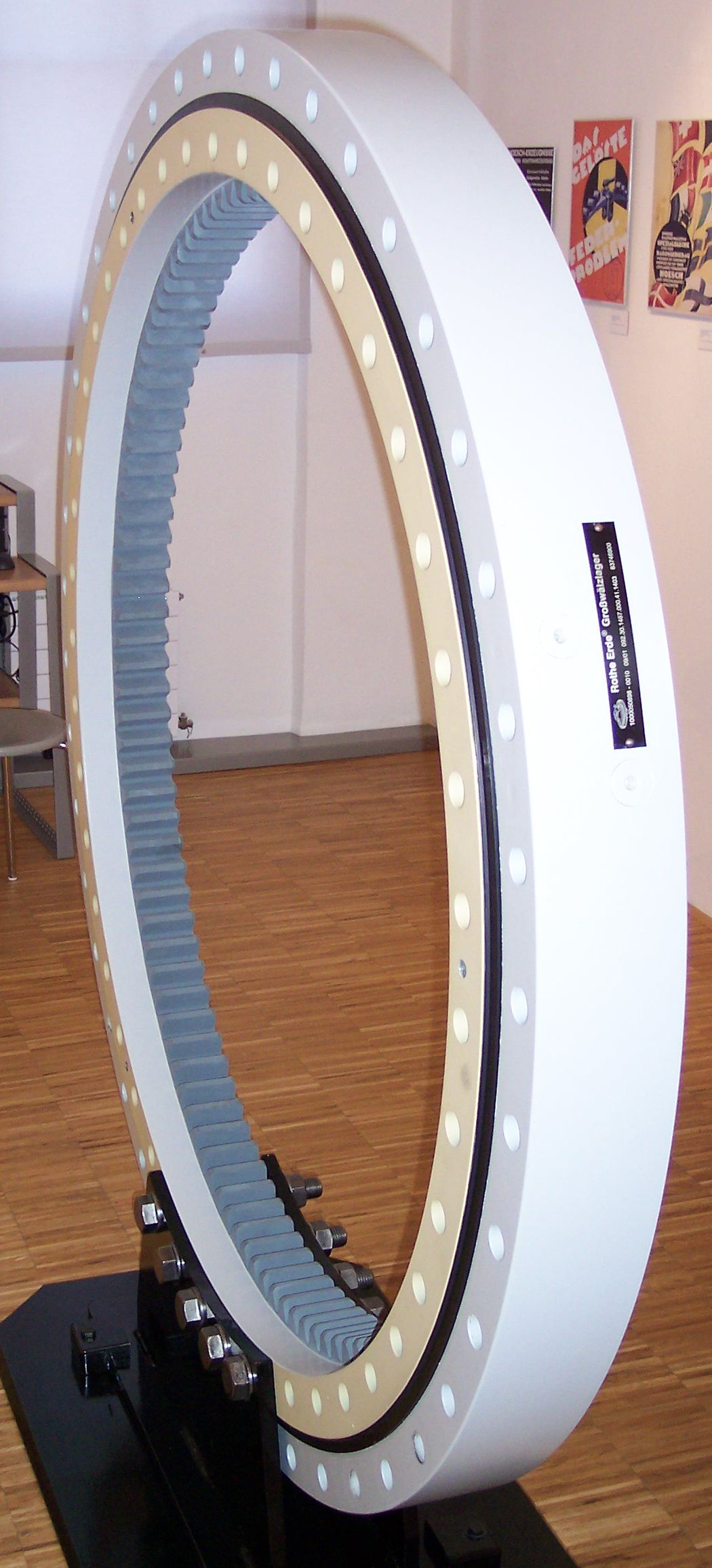
Großwälzlager von Rothe Erde
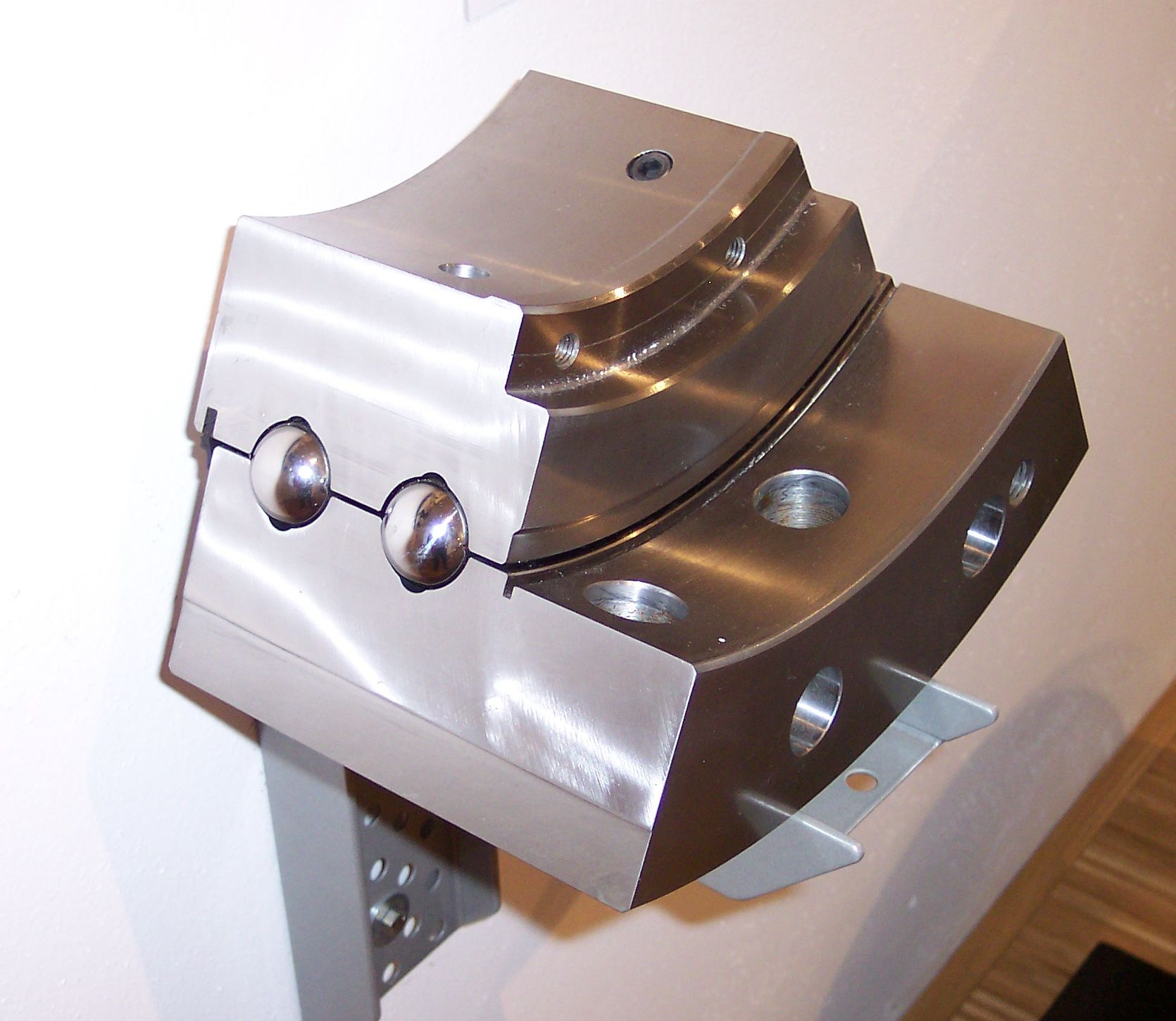
Zweireihiges Rillenkugellager von Rothe Erde

## Kritik
Beim Um- und Ausbau des Werkes 2009 klagte die Bürgerinitiative Dortmund-West gegen die zunehmende nächtliche Lärmbelästigung. Auch die dauerhaft per Schwertransporter durch die Wohnviertel stattfindenden Transporte finden anhaltende Kritik. Der Industriebetrieb nutzt den vorhandenen Bahnanschluss für die Anlieferung von 90 % des Rohmaterials, der Abtransport der Ringe macht aus logistischen Gründen keinen Sinn. Hinweise auf resultierende Straßenschäden, Feinstaubbelastung, Gefährdung von Radfahrern und Kindern auf dem Schulweg und eine Verschlechterung der Parkplatzsituation bleiben ohne Konsequenzen der Stadt Dortmund. Der Zustand kann noch Jahre andauern und sich noch weiter verschlechtern:
„Eine größere Verlagerung des Transportverkehrs auf die Schiene könne zwar geprüft werden, so Werksleiter Reip noch im Oktober 2020, allerdings gebe es sowohl logistische als auch wirtschaftliche Erwägungen, die oftmals in einem Einsatz von LKW resultierten.“
Durch das Kreuzviertel rollten in den letzten Jahren in diesem Zusammenhang 66.000 Lkw und Busse (84 pro Tag Mo–Fr), darunter fallen auch der Lieferverkehr für lokal ansässige Geschäfte, der Entsorgungsbetriebe und der Busverkehr zu den ansässigen Schulen.